# 그루브샤크

그루브샤크(Grooveshark)는 미국의 온라인 음악 스트리밍 서비스이다.
2012년 1월, 그루브샤크는 EMI, 소니 뮤직, 워너 뮤직, 유니버설 뮤직 등의 주요 음반 기업으로부터 저작권 침해를 이유로 피소되었다. 저작권에 대한 우려 때문에 구글이나 애플, 페이스북 등은 그루브샤크를 구글 플레이나 앱스토어, 페이스북 플랫폼 등에서 내렸다. 2013년 11월, 대한민국에서는 방송통신심의위원회 권고로 그루브샤크로의 접근이 차단되기도 했다.
2015년 4월 30일, 그루브샤크는 결국 폐쇄되었다.

## 같이 보기
- 소셜 네트워크 웹사이트 목록
- 스트리밍